# Lucy Fry
Lucy Elisabeth Fry (Brisbane, 13 marzo 1992) è un'attrice australiana.
È nota per aver interpretato Zoey in Alien Surf Girls, Lyla in Mako Mermaids - Vita da tritone, e Vasilisa Dragomir nel film Vampire Academy. Fry interpreta anche il ruolo di Marina Oswald, la moglie di Lee Harvey Oswald nella miniserie televisiva statunitense del 2016 22.11.63 basata sul romanzo di Stephen King 22/11/'63. La serie, composta di otto episodi, ha debuttato il 15 febbraio 2016 su Hulu.

## Biografia
Fry è nata a Brisbane, Australia nel 1992. Ha frequentato la Brisbane Girls Grammar School, e ha iniziato a studiare teatro fin dalla tenera età nella compagnia teatrale di Brisbane, Zen Zen Zo. Nel 2007 ha partecipato al Girlfriend Magazine Model Search.
Ha fatto la sua prima apparizione in TV nella terza stagione della serie televisiva australiana H2O nel 2010. Nel 2015 Fry è la co-protagonista in The Preppie Connection insieme a Thomas Mann, nel ruolo di Alex. Nel 2016 è apparsa nel film Mr. Church con Eddie Murphy e Britt Robertson,; inoltre interpreta il ruolo di Stephanie Taylor nel film The Darkness.
Nel 2017 prese parte al film Bright nelle vesti dell'elfo Tikka.

## Filmografia

### Cinema
- Instead of Breakfast – cortometraggio[6] (2009)
- Vampire Academy, regia di Mark Waters (2014)
- Now Add Honey, regia di Wayne Hope (2015)
- The Preppie Connection, regia di Joseph Castelo (2015)
- Mr. Church (Henry Joseph Church), regia di Bruce Beresford (2016)
- The Darkness (6 Miranda Drive), regia di Greg McLean (2016)
- Bright, regia di David Ayer (2017)
- Night Teeth, regia di Adam Randall (2021)
- Omicidio a Los Angeles (Last Looks), regia di Tim Kirkby (2022)

### Televisione
- H2O (H2O: Just Add Water) – serie TV, episodio 3x26 (2010) – non accreditata
- Alien Surf Girls (Lightning Point) – serie TV, 26 episodi (2012)
- Reef Doctors - Dottori a Hope Island (Reef Doctors) – serie TV, episodio 5 (2013)
- Mako Mermaids - Vita da tritone (Mako: Island of Secrets) – serie TV, 26 episodi (2013)
- 22.11.63 (11.22.63), regia di Kevin Macdonald – miniserie TV, 8 episodi (2016)
- Wolf Creek – webserie, 6 episodi (2016)
- Godfather of Harlem - serie TV (2019)

### Video musicali
- 2010 – Tommy and Krista di Thirsty Merc[6]

## Doppiatrici italiane
Nelle versioni in italiano delle opere in cui ha recitato, Lucy Fry è stata doppiata da:
- Benedetta Degli Innocenti in Alien Surf Girls, Mako Mermaids - Vita da tritone, Bright
- Virginia Brunetti in Reef Doctors - Dottori a Hope Island
- Jessica Bologna in 22.11.63
- Veronica Puccio in The Darkness
- Giulia Franceschetti in Godfather of Harlem
- Eleonora Reti in Night Teeth
- Perla Liberatori in Omicidio a Los Angeles